# 彗聖天使プリマヴェールZwei
『彗聖天使プリマヴェールZwei』（すいせいてんしプリマヴェールツヴァイ）は、2007年9月28日にエスクード（Escu:de）より発売された18禁アダルトゲーム。2009年7月24日に廉価版（ecavg-017b）でも発売された。

## 概要
『流聖天使プリマヴェール 〜捕らわれの天使〜』の続篇となるアダルトゲーム。前作同様悪の組織の幹部が変身ヒロイン・プリマヴェールを調教し、戦闘員を動員した様々な作戦を実行して世界征服をする内容となっている。
前作のユーザーならにやりとするような要素を持ちつつも、前作をプレイしたことがなくても遊べるようになっている。

### システム
月曜日に行動を選択することでゲームの中の1週間が始まる。
戦闘
戦闘員とその隊長たちとともにプリマヴェールと戦い、彼女を負かした場合、様々な方法で調教することが可能である。
プリマヴェールは1週間後に星屑の紳士によって逃がされた後、主人公ケンイチによってケアされ、再びヒロインとして活動する。
調教
フレア調教
プリマヴェール・フレアを様々な方法で調教し、ダーク・エナジーを注入するパート。プリンスはダーク・エナジーを結晶化したダーク・クリスタルをフレアの体内に定着させる『受胎行為』を行うことで、フレアを闇に犯していく。なお、このパート内で、何度も絶頂させることが可能である。
ルナ調教
プリマヴェール・ルナを調教し、ダーク・エナジーを注入するパート。≪肉体改造実験≫と≪精神汚染実験≫の2種類があり、レベルが高いほど金額も高くつく。
作戦行動
4人の隊長たちに指示を出して作戦を与え、ポイントを稼ぐ。作戦内容は通常のもののほかに、現金強奪や訓練などがある。また、怪人を作るのに重要な細胞を回収する作戦もある。
超科学研究所
火曜日の夜のみ訪れることができる場所で、早苗さんによるアイテム開発や怪人のパワーアップなどが可能である。また、回収した怪人の能力を使って戦闘・調教面でプリンスを強化させる『バイオケミカライズ』もここでできる。

## 登場キャラクター

### メインキャラクター
ケンイチ（名前変更可）
本編の主人公の一人。ハルカに片思いしていた矢先、彼女がフレアだということを知ってしまう。それでも彼はハルカとの愛をはぐくむものの、プリンスのことについては知らない。
小説版でも登場するが、中盤から終盤にかけて姿を見せなくなる。
プリマヴェール・フレア / 天宮ハルカ（あまみや ハルカ）
声 - このかなみ
太陽の力を司るプリマヴェール。気が強くお転婆だが正義感は強い。
小説版では主人公を務め、既にレオンハルトに何度も調教を受けていたという設定。お姉さまことルナを助けるために奮闘するが卑劣な罠によって囚われの身となり、最後は完全に屈服してレオンハルトに愛の告白をして奴隷へと堕ちた。
プリマヴェール・ルナ / 花京院サクラ（かきょういん サクラ）
声 - 楠鈴音
月の力を司るプリマヴェール。妹分であるフレアのことは大切に思っている。
小説版では「Gカップはある」胸の持ち主。度重なる調教によってイクたびにミルクを噴き出して善がる身体に変えられている（ゲームのような超乳化はしない）。クライマックスでは衆人環視の中でイカされ続け、守るべき人々にまでレイプされ完全に肉奴隷堕ちてしまった。
ミルフィ
声 - 理多
プリマヴェールをサポートする妖精。可愛い見た目に反し、本性は下品。
星屑の紳士（スターダスト・ジェントル）
声 - 城崎彦太

### 秘密結社マルクジェネ
プリンス・レオンハルト（名前変更可）
本編の主人公の一人で、クリムゾン将軍の二男。
小説版では主人公の一人を務める。フレアたちの前では典雅で卑劣な悪だが、キルヴィールとは張り合うなどコミカルな一面を見せる。中盤からフレアを捕らえ、学校の生徒たちにプリマヴェールの二人をレイプさせるという手段で屈服させた。ラストシーンでは完全に堕ちたフレアに向けて「俺が欲しかったのは地球などではなくお前だ」と告げ、愛の言葉を引き出させた。
メリッサ
声 - 茶谷やすら
プリンス・レオンハルト直属の作戦参謀である少女。実直かつ合理的な性格で、感情をあまり表に出さない。
小説版にも登場するが出番は少なく、ストーリーにも関わらない。レオンハルトからその事務的な態度がやりにくいと感じられている。
キルヴィール
声 - 木村あやか
秘密結社マルクジェネの軍師である、金髪のツインテール少女。3歳の時に兵法書を読み込むほど天才的な頭脳を持つが、人間の命を軽視し、気まぐれで街を壊すなど残酷。プリンスとは対立している。
小説版では特製の触手怪人をけしかけてフレアを追い詰めたものの、逆転されて撤退。しかも怪人を作るために不正を働いていたことが結社にバレ、謹慎処分となった。怪人の亡骸はレオンハルトに利用され「俺のために役に立った」と勝ち誇られている。
早苗さん
声 - 一色ヒカル
秘密結社マルクジェネの超科学研究所の所長で、プリンスの兄嫁。
クリムゾン将軍
声 - 甘美
皇帝より一つ下の位、暗黒DIE将軍の位を持つ人物で、プリンスの父。大きな角が生えたような鎧を着ている。実直且つ豪快な性格だが、女好き。
小説版にも登場するがほんの一コマしか出番がない。息子とキルヴィールのくだらない口喧嘩をきいて一喝した。
ブラックルナ
声 - 楠鈴音
ダーク・エナジーで満たされたプリマヴェール・ルナ。
小説版には未登場。
皇帝マルカス・ジェネイル
声 - 涼森ちさと

隊長A
声 - 胸肩腎
隊長B
声 - 町田あみ
隊長C
声 - 紫陽花
隊長D
声 - プリンス亀甲
隊長E
声 - 大久保けんたろう
どっかの隊長
声 - 森川明大

## スタッフ
- 原画 - はなたかれとも
- カット原画 - 紫カジマ
- 企画・シナリオ - 林ふみと
- プログラム - 水鼠、KIT
- ディレクター - 水鼠
- ムービー - 神月社（Mju:z）
- 背景 - 美峰
- 音楽 - Triodesign

## 主題歌
オープニングテーマ「Let's Do It!」
作詞 - 中山♡マミ / 作曲 - ron / 編曲 - 不知火つばさ / 歌 - 中山マミ（Angel Note）
エンディングテーマ「星屑の天使」
作詞 - 真里歌 / 作曲・編曲 - 椎名俊介 / 歌 - 真里歌

## 関連商品
書籍
- 『彗聖天使プリマヴェールZwei アンソロジーコミックEX』 XO GAME COMICS
  - 2007年10月1日発売、オークス、ISBN 978-4-8610-5483-9

- 『彗聖天使プリマヴェールZwei アンソロジーコミックス』 二次元ドリームコミックス
  - 2007年10月25日発売、キルタイムコミュニケーション、ISBN 978-4-86032-467-4

- 『彗聖天使プリマヴェールZwei 堕ちる太陽 昇らない月』 二次元ドリームノベルズ
  - 黒井弘騎・著、歌麿・イラスト、2007年11月22日発売、キルタイムコミュニケーション、ISBN 978-4-8603-2480-3

## 関連作品
- 魔法戦士エリクシルナイツ
- 流聖天使プリマヴェール
- 流聖天使プリマヴェールV